# Dąbrowa (Lipsko)
Pour les articles homonymes, voir Dąbrowa.
Dąbrowa (prononciation : [dɔmˈbrɔva]) est un village polonais de la gmina de Ciepielów dans le powiat de Lipsko de la voïvodie de Mazovie dans le centre-est de la Pologne.

## Histoire
Au cours de la Seconde Guerre mondiale, le 8 septembre 1939, après l'invasion de la Pologne, le village de Dąbrowa a été le site d'un assassinat en masse d'environ 300 prisonniers de guerre polonais par les troupes allemandes de la Wehrmacht.
De 1975 à 1998, le village appartenait administrativement à la voïvodie de Radom.